# Anoreksja organizacyjna
Anoreksja organizacyjna – moment, w którym po licznych zwolnieniach (np. w wyniku restrukturyzacji) pojawia się problem niedoboru zasobów ludzkich. Zbyt odchudzona organizacja zatraca swój potencjał, którym jest kapitał ludzki. W związku z tym można zaobserwować spadek morale oraz postaw twórczych i poprawnego funkcjonowania firmy.